# Сивуч
Сивуч, стелерів морський лев (Eumetopias) — монотипний рід морських ссавців родини Вухачеві (Otariidae). Один з 5 родів підродини «вухачеві» (Otariinae). Містить лише один сучасний вид — сивуч, або північний морський лев (Eumetopias jubatus).

## Опис
Як і всі представники родини, сивучі — тварини з яскраво вираженим статевим диморфізмом. Розміри статевозрілих самців варіюють в межах 300—350 см, а маса коливається від 500 до 1000 кг. Самки набагато дрібніше самців, довжина їх тіла доходить до 260 см, а маса в середньому становить 350 кг. Подібні відмінності в розмірах тісно пов'язані з соціальною організацією виду і зі стратегіями життєвого циклу. Всі вухаті тюлені утворюють лежбища у період розмноження тільки на берегах островів або прибережних кекурах, і лише іноді їх знаходять на льодах, де вони залягають для відпочинку. Причому для сивучів характерна сильніша прихильність до певного регіону. Це виражається тим, що сивучі мігрують на відносно короткі відстані і в цей час як і раніше залишаються прив'язані до суші.

## Річний цикл
У річному циклі цих тварин можна чітко виділити чергування 2-х періодів життя: номадного і лежбищного. По завершенні номадного періоду, коли тварини роблять локальні міграції у море і виходять на берег тільки для відпочинку, настає лежбищний репродуктивний період. Початок його припадає на ранню весну.

## Лежбищний період
Першими на репродуктивних лежбищах з'являються статевозрілі, здатні зайняти територію самці-сікачі. Статевозрілими самці стають до п'ятирічного віку, проте здатними зайняти територію на гаремній ділянці вони стають на 7-8-й рік життя. Коли розділ основної частини лежбища завершено, прямі територіальні контакти змінюються ритуалізованими прикордонними демонстраціями. У цей період, у другій половині травня — початку червня, починають прибувати самки.

### Розмноження
Для сивучів характерна система розмноження, заснована на полігамії, коли один самець отримує можливість запліднити декілька самок. Багато авторів називають її гаремною. Але, на відміну від самців північного морського котика, сікачі сивуча не виявляють наполегливості в утриманні самок на своїх територіях, і самки розподіляються по лежбищу відповідно до своїх потреб. З цієї причини деякі дослідники вважають за краще використовувати термін «гаремно-струмова» структура.
Після закінчення декількох днів після виходу на лежбище самки народжують одне дитинча. Для всіх вухатих тюленів характерно, що у перші дні після пологів у самок підвищується агресивність, і вони активно охороняють лежбище навколо себе. Самки майже невідлучно залишаються біля дитинчати аж до спарювання, яке відбувається через 10-12 днів після пологів. Період пологів у сивучів розтягнутий з другої половини травня по кінець червня — перші числа липня. Спарювання відбуваються на різних лежбищах з кінця травня до 20-х чисел липня. З середини липня на репродуктивних ділянках лежбища починають розпадатися гареми, і самки залишають пляж, розподіляючись по інших ділянках.

### Парубки
Крім репродуктивних лежбищ влітку утворюються так звані парубоцькі лежбища. На них головним чином знаходяться молоді сивучі, а також молоді сикачі, які не зуміли зайняти територію на репродуктивній ділянці і старі сікачі, не здатні брати участь у розмноженні. Проте після закінчення репродуктивного періоду на лежбищах спостерігається перерозподіл тварин, і багато хто з тих, хто раніше залягав на репродуктивних частинах лежбища, переміщуються на парубоцькі лежбища.

## Ареал
Поширені від Курильських островів до центральної Каліфорнії. Охотське море, Камчатка, Сахалін, Командорські острови, Алеутські острови, Аляска і узбережжя Північної Америки також є місцями їх проживання. Хоча сивучі і не є під загрозою вимирання, але цей вид перебуває під охороною. У Червоній книзі IUCN внесені в категорію EN A1b — небезпека зникнення у недалекому майбутньому.